# CinePaint
CinePaint è un software libero e open source per ritoccare fotogrammi bitmap di film.
Il software è nato come fork della versione 1.0.4 di GIMP, indirizzato all'uso in campo cinematografico.
È distribuito sotto licenza GPL.
Sul sito del progetto si afferma che CinePaint è stato usato nella produzione di film come: Spider-Man, Stuart Little, Harry Potter e la pietra filosofale, L'ultimo samurai e Scooby-Doo.